# Zgniotowate
Zgniotowate (Ibaliidae) – rodzina błonkówek z podrzędu trzonkówek.

## Ewolucja
Rodzina ta pochodzi prawdopodobnie ze wsch. palearktyki i płn. krainy orientalnej, choć najstarsze skamieniałości, pochodzące z Lutetu (Eocen) znaleziono w bursztynie bałtyckim. Przedstawiciele rodzaju Ibalia wcześnie rozprzestrzenili się do zach. nearktyki, gdzie nastąpiła ich radiacja, po czym rozprzestrzenił się on po holarktyce.

## Zasięg występowania
Większość gatunków występuje na półkuli północnej. W Polsce trzy lub cztery gatunki(zobacz: zgniotowate Polski).

## Budowa ciała
Zgniotowate osiągają 8–16 mm długości. Odwłok jest silnie spłaszczony, o ostrych krawędziach.

## Biologia i ekologia
Larwy są parazytoidami larw trzpiennikowatych. Wczesne stadia rozwojowe żerują wewnątrz żywego żywiciela, późniejsze zaś, wydostają się na zewnątrz i zjadają pozostała część.

## Systematyka
Do rodziny zgniotowatych zalicza się 19 żyjących gatunków zgrupowanych w trzech rodzajach:
- Eileenella
- Heteribalia
- Ibalia

Oraz jeden rodzaj wymarły:
- †Archaeibalia